# Acta Mechanica
Acta Mechanica es una revista científica inglesa revisada por pares que publica artículos en el campo de la mecánica teórica y aplicada, específicamente en mecánica de sólidos y mecánica de fluidos, publicada por Springer. El editor jefe es Hans Irschik (Universidad Johannes Kepler de Linz). Otros editores son M. Krommer (Universidad Tecnológica de Viena), C. Marchioli (Universidad de Udine), Martin Ostoja-Starzewski (Universidad de Illinois en Urbana-Champaign) y George J. Weng (Universidad de Rutgers).

## Resumen e indexación
La revista está resumida e indexada en:
- Current Contents/Engineering, Computing & Technology
- Science Citation Index
- Scopus

Según el Journal Citation Reports, la revista tiene un factor de impacto en 2021 de 2,645.